# بي جي تيبس
بي جي تيبس PG Tips هي علامة تجارية للشاي في المملكة المتحدة، مملوكة لشركة يونيليفر البريطانية.